# Тейлор Шерідан
Тейлор Шерідан (нар. 21 травня 1970) — американський режисер і актор. Шерідан зіграв Девіда Гейла в телесеріалі FX «Сини анархії» та Денні Бойда у «Вероніці Марс» (2005—2007).
Шерідан написав кілька сценаріїв фільмів, у тому числі «Сікаріо» (2015), за який він був номінований на премію Гільдії сценаристів Америки за найкращий оригінальний сценарій. Він був номінований на премію «Оскар» за найкращий оригінальний сценарій до фільму «Будь-якою ціною» (2016), який був номінований ще на три премії «Оскар», включаючи за найкращий фільм. Шерідан також був сценаристом і режисером кримінального нео-вестерну 2017 року «Вітряна ріка» і сценаристом продовження фільму «Сікаріо» 2018 року. Він є співавтором телесеріалу Paramount Network «Єллоустоун» і творцем його приквелів «1883» (2021) і «1923» (2022), а також він був співавтором кримінального трилера «Мер Кінгстауна». Він також створив кримінальну драму «Король Талси», яку він написав і продюсував разом з Теренсом Вінтером.
У 2021 році Шерідана ввели в Зал слави техаського ковбоя.

## Ранні роки
Шерідан народився в Чапел-Гілл, Північна Кароліна. Кілька статей повідомляли, що він ріс на ранчо в Кренфіллс-Геп, штат Техас, але насправді виріс у Форт-Ворті, штат Техас, у сім'ї кардіолога. Його ковбойська ідентичність походить від його матері, яка була родом з Вако і любила відвідувати ранчо своїх дідусів і бабусь у цьому районі. Коли Шерідану було вісім років, його мати наполягала на купівлі ранчо в Кренфіллс-Геп, щоб її діти «з перших вуст дізналися про спокійне відчуття свободи в природі». Шерідан навчився бути ковбоєм під час частих візитів своєї родини на ранчо Кренфіллс-Геп наприкінці 1980-х років. Тим часом він відвідував і закінчив середню школу Р. Л. Пасхала, де був «рідкісним wrangler'ом по вихідних, який також був дитиною театру».
Після того, як Шерідан кинув Техаський державний університет, він переїхав до Остіна, де косив газони та фарбував будинки. Шукаючи роботу в торговому центрі, Шерідан зустрів шукача талантів, який запропонував йому поїхати в Чикаго і продовжити акторську кар'єру. Пізніше, під час своєї акторської діяльності, він жив у Нью-Йорку та Лос-Анджелесі.

## Кар'єра
Шерідан почав свою акторську кар'єру, з'являючись у невеликих фільмах і в повторюваних ролях у телевізійних серіалах, таких як «Вероніка Марс», «Вокер, техаський рейнджер» і, особливо, як Девід Гейл у «Синах анархії» . Він зробив перехід до сценаристів, коли йому виповнилося 40. Його першим фільмом як сценариста став «Сікаріо» режисера Дені Вільнева. Сюжет розгортається навколо Кейт Мейсер (Емілі Блант), агента ФБР, яку залучають до урядової цільової групи, щоб знищити лідера потужного та жорстокого мексиканського наркокартелю. У ньому також знімалися Джош Бролін і Бенісіо дель Торо. Фільм отримав схвалення критиків, отримавши 94 % рейтингу схвалення на Rotten Tomatoes, і отримав низку номінацій, у тому числі номінацію на премію Гільдії сценаристів Америки за найкращий оригінальний сценарій для Шерідана.
Шерідан написав сценарій «Команчерії» після сценарію «Сікаріо», «Команчерія» була продана першою, проте застрягла у розробці протягом багатьох років, з'явившись у «Чорному списку» (опитування «найулюбленіших» сценаріїв ще не знятих фільмів) у 2012 році. Пізніше він отримав нову назву «Будь-якою ціною» та вийшов у серпні 2016 року з Джеффом Бріджесом, Крісом Пайном та Беном Фостером у головних ролях і знову отримав схвалення критиків. За свій сценарій Шерідан отримав велику кількість нагород та номінації на BAFTA, «Золотий глобус» і «Оскар»..
Малобюджетний фільм жахів «Vile» вважається першим фільмом Шерідана, але він не вважав його своїм режисерським дебютом, про це він заявив в інтерв'ю Rotten Tomatoes у 2017 році. Його другий повнометражний фільм як режисера, але третій як сценариста, — «Вітряна ріка» з Джеремі Реннером та Елізабет Олсен у головних ролях, прем'єра якого відбулася на кінофестивалі «Санденс» у січні 2017 року. Фільм розповідає про агента ФБР (Олсен) і ветерана-трекера (Реннер), які розслідують убивство, що сталося в індіанській резервації. Компанія Weinstein придбала права на розповсюдження під час Каннського кінофестивалю 2016 року, але відмовилася від фільму до прем'єри на «Санденс». Однак пізніше компанія завершила угоду щодо його розповсюдження. «Вітряна ріка» була широко випущена у Сполучених Штатах 18 серпня 2017 року після короткого обмеженого випуску. Після «Сікаріо» та «Будь-якою ціною» «Вітряна ріка» є третьою частиною трилогії Шерідана про «сучасний американський кордон».
15 вересня 2016 року видання Deadline повідомило, що Sony Pictures і Escape Artists доручили Шерідану написати сценарій американського ремейку драми-трилера Матіаса Шонартса «Меріленд», французького фільму 2015 року режисера Аліси Вінокур. Тодд Блек, Джейсон Блюменталь, Стів Тіш і Тоні Шоу з Escape Artists повинні були продюсувати ремейк, а Девід Бобер — контролювати його для студії. Режисером мав бути Джеймс Менголд.
У 2017 році Шерідан створив телевізійний серіал «Єллоустоун» з Кевіном Костнером у головній ролі, який транслювався на Paramount Network п'ять сезонів поспіль, починаючи з 20 червня 2018 року.
Шерідан написав продовження «Сікаріо» під назвою «Сікаріо: День Сольдадо», режисером якого став Стефано Солліма та який вийшов у 2018 році. Нещодавно його загальну угоду з ViacomCBS було поновлено..
У травні 2019 року Warner Bros. Pictures і New Line Cinema придбали права на розповсюдження фільму «Ті, хто бажають моєї смерті» режисером якого був Шерідан. Міжнародний дебют фільму відбувся в Південній Кореї 5 травня 2021 року. У США він був випущений 14 травня 2021 року.

## Стиль
Як актор, Шерідан пояснив, що кількість експозиційних діалогів, які він читав для телебачення, викликала у нього «алергію на експозицію» у своїх творах. Він також сказав, що шукає «абсурдно прості» сюжети, щоб зосередитися виключно на характері. Брати Коени, Кормак Маккарті та Ларрі Мак-Мертрі вплинули на його творчість.
Він відомий тим, що грає з формою та структурою сценарію у своїй роботі. У «Сікаріо» Шерідан включив «структуру з п'яти актів і п'ятиактну структуру всередині неї». Він вірить в інтелект глядачів і використовує структуру та контекст своїх історій як спосіб підірвати очікування: «Я дивлюся на кожен фільм: „Як я порушую правила цього разу?“».

## Особисте життя
З 2013 року Шерідан одружений з актрисою та моделлю Ніколь Мюрбрук. У пари є син Зараз вони проживають у Везерфорді, штат Техас.

## Фільмографія

### Фільм
| Рік  | Назва                       | Режисер | Сценарист | Продюсер | Примітки |
| ---- | --------------------------- | ------- | --------- | -------- | --- |
| 2003 | Біла лихоманка              | Так     | Ні        | Ні       | |
| 2011 | Мерзенний                   | Так     | Ні        | Ні       | |
| 2015 | Сікаріо                     | Ні      | Так       | Ні       | Номінація — Премія Гільдії сценаристів Америки за найкращий оригінальний сценарій |
| 2016 | Будь-якою ціною             | Ні      | Так       | Ні       | Також актор («ковбой») Номінація — премія «Оскар» за найкращий оригінальний сценарій Номінація — премія BAFTA за найкращий оригінальний сценарій Номінація — премія Critics' Choice Movie Award за найкращий сценарій Номінація — Золотий глобус за найкращий сценарій Номінація — премія «Незалежний дух» за найкращий сценарій Номінація — Gotham Independent Film Award за найкращий сценарій Номінація — премія Сатурн за найкращий сценарій Номінація — Премія Гільдії сценаристів Америки за найкращий оригінальний сценарій |
| 2017 | Вітряна ріка                | Так     | Так       | Ні       | Номінація — Премія Гільдії режисерів Америки за видатний перший повнометражний фільм |
| 2018 | Сікаріо: День Сольдадо      | Ні      | Так       | Ні       | |
| 2021 | Без каяття                  | Ні      | Так       | Ні       | У співавторстві з Віллом Стейплзом |
| 2021 | Ті, хто бажають моєї смерті | Так     | Так       | Так      | |
| 2023 | Finestkind                  | Ні      | Ні        | Так      | |

### Телебачення
| Рік       | Назва                | Режисер | Сценарист | Продюсер | Автор | Шоуранер | Примітки                                                                                                |
| --------- | -------------------- | ------- | --------- | -------- | ----- | -------- | --- |
| 2019      | Останній ковбой      | Ні      | Так       | Так      | Так   | Ні       | Реаліті-шоу без сценарію про ковбоїв, які змагаються за премію в один мільйон доларів у спорті Reining. |
| 2022      | Pure Grit            | Ні      | Ні        | Так      | Ні    | Ні       | |
| 2021–2022 | 1883 рік             | Так     | Так       | Так      | Так   | Так      | Приквел до Єллоустоуну                                                                                  |
| 2021–2022 | Pure Grit            | Ні      | Ні        | Так      | Ні    | Ні       | |
| 2022      | 1883: The Road West  | Ні      | Ні        | Так      | Ні    | Ні       | |
| 2018–2023 | Єллоустоун           | Так     | Так       | Так      | Так   | Так      | Співавтор разом з Джоном Лінсоном                                                                       |
| 2022–2023 | Король Талси         | Ні      | Так       | Так      | Так   | Ні       | Теренс Вінтер виступає співавтором шоу                                                                  |
| 2022–2023 | 1923                 | Ні      | Так       | Так      | Так   | Ні       | Приквел до Єллоустоуну, продовження до 1883 року                                                        |
| 2021–2023 | Мер Кінгстауна       | Так     | Так       | Так      | Так   | Ні       | Співавтор разом з Г'ю Діллоном                                                                          |
| 2023      | Спецоперації: Левиця | Ні      | Так       | Так      | Так   | Так      | |

### Актор
| Рік       | Назва                         | Роль                  | Примітки                                       |
| --------- | ----------------------------- | --------------------- | ---------------------------------------------- |
| 1995      | Вокер, техаський рейнджер     | Вернон                | Епізод: «Зона війни»                           |
| 1996      | Її дорога справа              | Кріс                  | Телевізійний фільм                             |
| 1997      | Доктор Квінн, знахарка        | Капрал Вінтерс        | Епізод: «Справа совісті»                       |
| 1999      | Партія п'яти                  | Контргай              | Епізод: «З привидами»                          |
| 2000      | Час вашого життя              | Коннор                | Епізод: «Час, коли вони вирішили зустрічатися» |
| 2001      | VIP                           | Дейв                  | Епізод: «AI Highrise»                          |
| 2001      | Bad News Mr. Swanson          | Дейв                  | Епізод: «AI Highrise»                          |
| 2002      | Сильні ліки                   | Такер                 | Епізод: «Позитив»                              |
| 2003      | Захисник                      | Тім Доханік           | Епізод: «Знову в рингу»                        |
| 2003      | 10-8: Чергові офіцери         | Стрілець              | Епізод: «Брати по зброї»                       |
| 2003      | Біла лихоманка                | Буксир / Дуглас       |                                                |
| 2004      | Зоряний шлях: Ентерпрайз      | Яреб                  | Епізод: «Вибране царство»                      |
| 2004      | Поліція Нью-Йорка             | Тім Льюїс             | Епізод: «Old Yeller»                           |
| 2005      | Місце злочину: Нью-Йорк       | Джоел Бенкс           | Епізод: «Попит і пропозиція»                   |
| 2005      | CSI: Місце злочину            | Еван Пітерс           | Епізод: «Секрети і мухи»                       |
| 2005–2007 | Вероніка Марс                 | Денні Бойд            | 5 серій                                        |
| 2010      | Сини анархії                  | Девід Гейл            | відеофільм                                     |
| 2008–2010 | Сини анархії                  | Девід Гейл            | 21 епізод                                      |
| 2011      | Морська поліція: Лос-Анджелес | Капітан ВМС Дженнінгс | Епізод: «Enemy Within»                         |
| 2016      | Будь-якою ціною               | Ковбой                | камео                                          |
| 2018      | 12 мужніх / Кавалерія         | Браян                 |                                                |
| 2018–2021 | Єллоустоун                    | Тревіс Вітлі          | 8 епізодів                                     |
| 2022      | 1883 рік                      | Чарльз Гуднайт        | 2 епізоди                                      |